# Canton de Combronde
Le canton de Combronde est une ancienne division administrative française située dans le département du Puy-de-Dôme et la région Auvergne, supprimée en 2015 à la suite du redécoupage des cantons du département.

## Géographie
Ce canton est organisé autour de Combronde dans l'arrondissement de Riom. Son altitude varie de 334 m (Saint-Myon) à 706 m (Teilhède) pour une altitude moyenne de 450 m.

## Histoire
- De 1833 à 1848, les cantons de Menat et de Combronde avaient le même conseiller général. Le nombre de conseillers généraux était limité à 30 par département.
- Les redécoupages des arrondissements intervenus en 1926 et 1942 n'ont pas affecté le canton de Combronde.
- Le canton a été supprimé en 2015 à la suite du redécoupage des cantons du Puy-de-Dôme, appliqué le 25 février 2014 par décret : les 12 communes intègrent le nouveau canton de Saint-Georges-de-Mons[1].

## Représentation

### Conseillers généraux de 1833 à 2015
| Période | Période      | Identité                            | Étiquette    | Qualité                                                                       |
| ------- | ------------ | ----------------------------------- | ------------ | ----------------------------------------------------------------------------- |
| 1833    | 1845         | Louis Solon Vayron (1794-1874)      |              | Notaire à Menat Propriétaire du château et maire de Blot-l'Eglise (1841-1871) |
| 1845    | 1848         | Gaspard Antoine Pagès (1793-1864)   |              | Avocat puis Premier Président de la Cour royale de Riom Député (1843-1848)    |
| 1848    | 1852         | Michel Croisier                     |              | Notaire, propriétaire, maire de Combronde, conseiller d'arrondissement        |
| 1852    | 1874         | Francisque Arnauld                  |              | Maire de Combronde                                                            |
| 1874    | 1892         | Antoine Amable Michel               | Républicain  | Notaire, maire de Combronde                                                   |
| 1892    | 1904         | Comte Guillaume de Chabrol-Tournoël | Conservateur | Maire de Joserand Député (1871-1876) Ministre de l'Agriculture (1875)         |
| 1904    | 1913 (décès) | Antoine Chanier                     | Rad.         | Propriétaire - Maire de Combronde                                             |
| 1913    | 1940         | Jacques Fénolhac (1883-1963)        | RG           | Médecin - Maire de Combronde Nommé conseiller départemental en 1942           |
|         |              |                                     |              |                                                                               |
| 1945    | 1961         | Jean-Francisque Liverbardon         | SFIO         | Greffier de paix à Combronde                                                  |
| 1961    | 1973         | Edmond Détruit                      | Rad.         |                                                                               |
| 1973    | 1992         | Robert Mansat                       | PS           | Directeur d'école Maire de Combronde (1971-1983)                              |
| 1992    | 1998         | Yvan Delaspre                       | UDF          | Directeur administratif Maire de Combronde (1986-2001)                        |
| 1998    | 2015         | Bernard Favodon                     | FG           | Agriculteur Maire de Saint-Hilaire-la-Croix (2008-2014)                       |

### Conseillers d'arrondissement (de 1833 à 1940)
| Période                                  | Période      | Identité                         | Étiquette | Qualité |
| ---------------------------------------- | ------------ | -------------------------------- | --------- | --- |
| 1833                                     | 1836         | Michel Croisier (1776-1861)      |           | Notaire royal, maire de Combronde                                                                           |
| 1836                                     | 1842         | Antoine Chevalier                |           | Médecin |
| 1842                                     | 1848         | Baron Léon Desaix (1811-1889)    |           | Propriétaire à Riom                                                                                         |
| 1848                                     | 1852         | Claude Duteil-Croisier           |           | Marchand à Combronde                                                                                        |
| 1852                                     | 1886         | Baron Léon Desaix                |           | Propriétaire à Riom                                                                                         |
| 1886                                     |              | Raymond-Antoine de Bar           |           | Ancien Sous-Préfet, Propriétaire, maire de Davayat, député (1889 à 1893)                                    |
|                                          |              |                                  |           | |
| 1913                                     | 1931 (décès) | Eugène Polite Auraix (1875-1931) | Radical   | Pharmacien, maire de Combronde                                                                              |
| 1931                                     | 1940         | Augustin Clermont (1877-1968)    | Radical   | Menuisier Adjoint au maire de Combronde                                                                     |
| 1940                                     |              |                                  |           | Les conseils d'arrondissement ont été suspendus par la loi du 12 octobre 1940 et n'ont jamais été réactivés |
| Les données manquantes sont à compléter. |              |                                  |           | |

## Composition
Le canton de Combronde groupe les 12 communes suivantes :
| Nom                    | Code Insee | Intercommunalité               | Superficie (km2) | Population (dernière pop. légale) | Densité (hab./km2) |
| ---------------------- | ---------- | ------------------------------ | ---------------- | --------------------------------- | ------------------ |
| Combronde (chef-lieu)  | 63116      | CC Combrailles Sioule et Morge | 18,00            | 2 134 (2014)                      | 119                |
| Beauregard-Vendon      | 63035      | CC Combrailles Sioule et Morge | 7,33             | 1 168 (2014)                      | 159                |
| Champs                 | 63082      | CC Combrailles Sioule et Morge | 15,13            | 390 (2014)                        | 26                 |
| Davayat                | 63135      | CC Combrailles Sioule et Morge | 2,33             | 591 (2014)                        | 254                |
| Gimeaux                | 63167      | CC Combrailles Sioule et Morge | 2,19             | 400 (2014)                        | 183                |
| Jozerand               | 63181      | CC Combrailles Sioule et Morge | 10,76            | 505 (2013)                        | 47                 |
| Montcel                | 63235      | CC Combrailles Sioule et Morge | 9,43             | 458 (2014)                        | 49                 |
| Prompsat               | 63288      | CC Combrailles Sioule et Morge | 4,23             | 426 (2014)                        | 101                |
| Saint-Hilaire-la-Croix | 63358      | CC Combrailles Sioule et Morge | 16,21            | 325 (2014)                        | 20                 |
| Saint-Myon             | 63379      | CC Combrailles Sioule et Morge | 5,51             | 469 (2014)                        | 85                 |
| Teilhède               | 63427      | CC Combrailles Sioule et Morge | 11,82            | 422 (2014)                        | 36                 |
| Yssac-la-Tourette      | 63473      | CC Combrailles Sioule et Morge | 2,14             | 367 (2014)                        | 171                |

Ces douze communes font partie de la communauté de communes des Côtes de Combrailles, depuis l'intégration de Champs et de Gimeaux en 2010.

## Démographie
| 1962  | 1968  | 1975  | 1982  | 1990  | 1999  | 2006  | 2011  | 2012  |
| ----- | ----- | ----- | ----- | ----- | ----- | ----- | ----- | ----- |
| 4 628 | 4 868 | 4 899 | 5 324 | 5 727 | 5 883 | 6 609 | 7 289 | 7 392 |